# الجامعة الفرنسية في أرمينيا

## تاريخ الجامعة
وقّعت أرمينيا وفرنسا في الرابع من تشرين الأوّل عام 1995 اتفاقيّة تنصّ على تعزيز التعاون في المجال الثقافي والعلمي والتقني بين البلدين. وفي تشرين الثاني من عام 1998 تمّ توقيع بروتوكول بين وزارة التربية لجمهوريّة أرمينيا والسّفارة الفرنسيّة في أرمينيا. ينصّ هذا البروتوكول على ما يلي : «بناءً على ضرورةْ تحسين النظام التعليميْ في أرمينيا، وبناءً على الرغبة في الاستفادة من التجربة الغنيّة في إطار تطبيق برامج التعليم العاليْ والمهني، قرَّرت الحكومة الأرمنيّة المشاركة في إنشاء مؤسَّسة الجامعة الفرنسيّة في أرمينيا». تأسَّست الجامعة في عام 2000، وانطلاقا من الخامسة عَشَرة من شباط عام 2001 أَبْرَمَتْ عِدّة اتفاقيّات مشتركَةْ مع جهاتٍ مختلفة، بما فيها جامعة جان مولان ليون 3 [الفرنسية].
منذُ ذلك الحين، أصبحت الجامعة الفرنسيّة رائدة التعاون بين البلدين، وتعود لها الأفضليّة في تمثيْل الفرانكوفونية في أرمينيا.

## الأهداف
ابتداءً من أوّل أيَّام التأسيس، أخَذَتْ الجامعة بِتَوْفير كِلا الشَّهادتين الجامعيّتين الأرمنيّة والفرنسيّة للطلاب، شهادات البكالوريوس والماجِيسْتِر ذوي الطابِعٍ حكومي. تمتد مدّة الدّراسة في الجامعة إلى أربعة سنوات للحصول على شهادة البكالوريوس، وذلك استنادا على النّظام التّربوي القائِمْ في أرمينيا، أمّا الحصول على شهادة الماجيسْتِرْ فتتطلّب سنتيْن إضافيتيْن.
تَجْمَع الجامعة في صفوفها أكثر من 1000 طالب وتهدف إلى تدريب أخِصَّاءْ مؤهّلينْ لتَلبِية متطلّبات الأسواق الأرمنيّة الحديثة والحاجات الاقتصادية لمنطقة القوقاز. فمتخرّجيْ الجامعة الفرنسيّة يقوْموْن بتطبيق كُل ما لديهم من خبرات ومهارات وتقنيّات في غاية تطوير أرمينيا وتعزيز العلاقات بينها وبين فرنسا وأوروبا. فالحقيقة أنَّهُمْ رؤساء المستقبل. هناك ما يضاهي السُّبعون بالمئة من الطلاب المتخرّجين الّذين يعملوْن في مَجال اختصاصِهم في نهاية كُل سنة دراسيّة، وتصل هذه النّسبة إلى المئة بالمئة بعد ثلاثة سنوات. بعضهم يفضِّلون إتمام برنامجهم الدراسي في بلاد الغرب.

## الأولويّات
تتمتّع الجامعة بدعم السُّلطات الأرمنيّة. الأمين العام للوزارة الخارجيّة الأرمنيّة يعمل كمدرّس في الجامعة. وزير مجلس الأمن القومي هو رئيس مجلس وأحد مؤسسيْ الجامعة في آنٍ واحد. مُعظم أبناء وبنات الوزراء وكِبار المَسؤليين يُفَضِّلون مواصلة دراستهم في هذه الجامعة.
و بِفَضل التعاون والتنسيق مع غيرها من الجامعات، تواصل الجامعة الفرنسيّة في تَوْسيع نطاق عملها في الحياة الجامعية في أرمينيا. 
الجامعة الفرنسيّة في أرمينيا فريدة من نوعها. استنادا على ميثاقها، يتحمل الفرنسيّيون مسؤولية القيام برئاسة الجامعة وذلك من خلال إشغال مناصب المدير والأمين العام فيها، خلافاً لِجامعة القاهرة ومعهد الفرانكوفونية للمعلوماتيّة في هانوي اللتان تسمحان للفرنسيّين إشغال منصب نيابة إدارة الجامعة وحدها. في العام الجاري قامت وزارة الخارجيّة الفرنسيّة ووزارة الشؤون الأوروبيّة بإضافة منصِب المتطوِّعين الدُّوليين في الجامعة الفرنسيّة.

## المناهج الدراسية
تشمل الجامعة الفرنسيّة في أرمينيا ثلاثة كلّيات: كلّية الحقوق، كلّية الإدارة العامة، كلّية التجارة والتسويق. 
تمنح الجامعة الفرنسيّة شهادة البكالوريوس في مجال الحقوق والإدارة والاقتصاد، كما أنَّها تَمنَح شهادة الماجيستر في مجال قانون التّجارة الدُّوَليّة، التسويق والمبيعات، الموارد الماليّة والإشراف، وبناءً على طلب الحكومة الأرمنيّة افْتُتِحَتْ هذا العام قسم إدارة الأنشطة الثقافيّة والسياحيّة في الجامعة، والذي يوفّر شهادة ماجيستر كسابقها من الشهادات، وتدوم لعام واحد. 
لا يشترط على الطالب معرفة اللّغة الفرنسيّة لدخول الجامعة. فخلال أوّل عامين تقوم الجامعة بتطبيق برامج دراسيّة مكثّفة، وإلى جانب المواد العامة والاختصاصية يَشمل البرنامج الدراسي أيضاً دورات ودروس مُكثّفة لتعليم اللّغة الفرنسيّة. يَتمُّ فحص مستوى اللّغة بِوِساطة اختبار مُصدَّق عليها دوليّاً. وقدْ تستند استمراريّة حياة الطالب الدراسي في الجامعة على نتائِجْ هذا الفحص. وهكذا، أكثريَّة الطلاب الذين لم يَتنسَّىْ لهُمْ الفرصة لتعلّم اللّغة الفرنسيّة قبل دخول الجامعة، يكونوْن قَدْ تمكنوا من اللغة بِكامِلها بِحلول العام الدراسي الثالث وهم قادِرون على مُتابعة دروسِهمْ باللّغة الفرنسيّة. وبِدءاً من السّنة الدراسيّة الثّالثة يَتمُّ تدريس أكثر من 20% من المُقررات باللّغة الفرنسيّة، أمّا في الماجيستر ترتفع هذه النسبة إلى 50% وأكثر، ذلك وبِفَضلْ دَعم أساتذة جامعة جان مولان ليون 3 [الفرنسية] وبِمُساندة أساتذة جامعة تولوز كابيتول 1 [الفرنسية].
تتعاون الجامعة مع عِدّة شركات ومنظّمات تَنْتَشِر في فرنسا وبلجيكا وأرمينيا. وفي إطار هذا التنسيق تمْنَح هذه الشركات مجالات تطبيق وعمل لطلاب الجامعة وذلك بالمساهمة في إعداد تقاريرِهِم الدراسيّة الإلزاميّة في آخر العام الدّراسي النهائي. ومن خلال دفاع التقرير العملي أمام اللّجنة العلميّة للجامعة، يُثْبِت كل طالب مهاراته وقدراته العلميّة والنظريّة وتنفيذها في الحياة المهنيّة، بالإضافة إلى القدرات اللّغوية الّتي اكتَسَبَتْها طِيلة أعوام البرنامج الدراسي.
أصبحت الجامعة الفرنسيّة في أرمينيا واحدة من أهمّ الجامعات في المنطقة وحلّت بمرتبة تنافسية متقدمة، وذلك بِفَضل الأسُسْ الّتي تُطَبِّقُها لِتنظيم سياستها الداخليّة، والّتي تُعَبَّر بأساليبها المتميّزة لقبول الطلاب وبِهيئتها التدريسيّة العليا وبِتَمَتُّعها بِدَعم الجالية الأرمنيّة لدى فرنسا، بالإضافة إلى شراكاتها مع عدّة مؤسسات إقليميّة. يتمّ ُ تحديد الرسوم الدراسيّة توافقاً مع تَطور مستوىْ المعيشة في البلاد. تخصص الجامعة مِنَحْ دراسيّة لطلاّبها المتفوّقين عن طريق تمويل رسومِهم كُلّياً أو جزئيّاً، كما أنّها تُموِّل العاجزين عن دفع الرسوم بمساعدة بعض المُمَوِّلين والمنظّمات المسانِدة:

## شركاء الجامعة
تتعاون الجامعة مع الجمعيّة الأوروبيّة للتطوير الإداري [الإنجليزية] الّتي تُعطي إجازة مهارةْ لِكل المؤسسات الّتي تؤهّل كوادر ممتازة في مجال الاختصاص الإداري. تنتمي الجامعة لوكالة الجامعات الفرانكوفونيّة، كما أنّها عضوة في شَبَكة الجامعات الفرانكوفونيّة التَّابعة لمُنظّمة اليونيسكو والّتي تهدف إلى تحقيق التنمية المستدامة. 80% هي نسبة اندماج الطُلاب المتخرّجين من الجامعة الفرنسيّة في سوق العمل. هذا المؤشّر هو دليلٌ واضح وغير قابِل للجَدَلْ على تنمية الفرانكوفونيّة في منطقة القوقاز، وحافِزٌ لمُمَثّلي الدُّول الأُخرى في هذه المنطقة من الطلاب الجورجيّين والإيرانيّين والرّوس للدراسة في هذه الجامعة.
1. ↑   https://web.archive.org/web/20221123144401/https://www.auf.org/les_membres/nos-membres/. اطلع عليه بتاريخ 2022-11-23. {{استشهاد ويب}}: |url= بحاجة لعنوان (مساعدة) والوسيط |title= غير موجود أو فارغ (من ويكي بيانات) (مساعدة)